# برج نيلي
برج نيلي أو (برج اليعقوب) هو برج مكون من 57 طابقًا في قرية جميرا في دبي، الإمارات العربية المتحدة. كان من المتوقع أن يتم الانتهاء من بناء برج مكاتب نيلي في عام 2019 ولكن لم يبدأ بعد.
تم بناء المبنى من خلال مشروع مشترك بين شركة الأحمدية للمقاولات والتجارة من الإمارات العربية المتحدة وشركة Hip Hing Construction Co. Ltd. من الصين. مشروع آخر مميز لهذا الفريق هو مدينة مصدر في دبي، الإمارات العربية المتحدة.

## روابط خارجية
- إمبوريس